# Conoplea tortuosa
Conoplea tortuosa är en svampart som beskrevs av S. Hughes 1978. Conoplea tortuosa ingår i släktet Conoplea och familjen Sarcosomataceae.   Inga underarter finns listade i Catalogue of Life.